# Károlyi István (író)
Károlyi István (Fügöd, Abaúj vármegye, 1806. február 25. – Pest, 1859. január 27.) ügyvéd és megyei főjegyző, pedagógus, Károlyi Árpád történetíró édesapja.

## Élete
Károlyi Sámuel nemes közbirtokos és Bíró Zsuzsánna fiaként született, 1806. február 26-án keresztelték. A sárospataki református főiskolában végezte a gimnáziumi, bölcseleti, pedagógiai, jogi és teológiai tanulmányait; ezek befejeztével 1832-ben ugyanott a szintaxisták publikus praeceptorává nevezték ki. 1833-ban már a poézis tanárát helyettesítette és egyúttal a főiskolai énekkar elnöke (cantus praeses) volt. 1834-ben külföldi tanulmányútra indult. Jártas volt a latin, görög, német, francia, angol és olasz nyelvben és irodalomban. 1835-ben a sárospataki kollégium meghívta a poétika rendes tanárává; ez állásban öt félévet töltött, Tompa Mihálynak is tanára volt a költészettanból. Ezen állásáról 1837-ben leköszönt. Megszerezvén az ügyvédi oklevelet, gróf Teleki József öccsének, Sámuelnek gyermekei nevelését vállalta el és végig vezette őket (köztük gróf Teleki Gyulát) a jogi tanulmányok befejeztéig. Mint gróf Teleki József meghatalmazottjától és a család levéltárnokától, ő tőle vette át Schedel (Toldy) Ferenc a Teleki-könyvtárt az akadémia számára. Mint a grófi család bizalmasa járt 1848 szeptemberében gróf Teleki Ádám tábornoknál, akit a család nevében felszólított, hogy tisztázza magát a hazafiatlanság gyanúja alól. 1849-ben pest megye főjegyzőjévé választotta és mint ilyen, buzgó híve volt Nyáry Pálnak. A szabadságharc lezajlása után a Telekiek máramarosi birtokain bujdokolt. Később veszély nélkül jöhetvén vissza Pestre, nem ügyvédkedett; mert ő is mint sok más túlságosan hazafias magyar ügyvéd, nem akarta az osztrák jogból azt a pótvizsgálatot tenni, amelyet a Bach-kormány a gyakorló ügyvédektől megkövetelt. E helyett, a gróf Teleki-családnál folytatott levéltárnoki tisztén kívül, Gönczy Pál intézetében tanórákat adott. Sokat fáradt Török Pál mellett ő is abban, hogy a református teológiai intézet Kecskemétről Pestre helyeztessék át. 1852-ben nőül vette micsinyei és beniczei Beniczky Teréziát, Gál László 1849-es honvédtábornoknak özvegyét és e házasságnak köszönhette, hogy nem kényszerült, elvei ellen, az ügyvédkedéssel keresni meg kenyerét.
Cikkei megjelentek a Tudományos Gyűjteményben és a Protestáns Egyházi és Iskolai Lapban.

## Munkái
- Halotti tanítás az élt viszontagságairól, melyet néhai nemes Fürtös Mihály...törvényt... tanuló ifjúnak hideg tetemei felett a s.-pataki ref. templomban 1832. szent-Mihály hava 23. elmondott. Sáros-Patak, 1832.
- Gyermeklant; Pest, 1843. (2. kiadása: Gyermeklant. Versek, társasjátékok, víg színdarabok, mesék, erkölcsi mondatok és könyörgések 6-10 éves gyermekek számára. uo. 1847. Színes képpel.)
- Szünórák, különböző korú gyermekeknek mulatságul. Uo. 1845.
- Hellen anthologia. Gédike Fridrik rendezménye után sorközölt modorban magyarítá. Első folyam. Uo. 1848.